# Prachinburi (tỉnh)
Prachinburi (tiếng Thái: ปราจีนบุรี, phiên âm: Bơ-ra-chin-bu-ri) là một tỉnh (changwat) miền Trung của Thái Lan. Tỉnh này giáp các tỉnh (từ phía Bắc theo chiều kim đồng hồ): Nakhon Ratchasima, Sa Kaeo, Chachoengsao và Nakhon Nayok.
Sử cũ người Việt gọi vùng đất này là Bang Cương.

## Địa lý
Tỉnh này được chia thành 2 phần chính, vùng đất thấp dọc thung lũng sông của sông Prachin Buri, và vùng đất cao với cao nguyên và núi của dãy núi Dong Phaya Yen. Ở khu vực này có các vườn quốc gia, Khao Yai và Vườn quốc gia Tab Larn.

## Biểu tượng
|  | Con dấu của tỉnh có cội Bồ-đề. Đây là loại cây được trồng 2000 năm trước ở chùa Wat Si Maha Phot. Màu sắc của tỉnh là đỏ vàng - đỏ là đất, vàng là Phật giáo. Cây biểu tượng là cội Bồ-đề (Ficus religiosa), hoa biểu tượng là đạt phước (Millingtonia hortensis). |

## Các đơn vị hành chính địa phương
Tỉnh Prachinburi được chia thành 7 huyện (amphoe). Các huyện được chia ra thành 65 xã (tambon) và 658 ấp (thôn, buôn, sóc, bản, mường, làng) (muban).
| \| 1. \| Mueang Prachin Buri \| \| 2. \| Kabin Buri \| \| 3. \| Na Di \| \| 6. \| Ban Sang \| \| 7. \| Prachantakham \| \| 8. \| Si Maha Phot \| \| 9. \| Si Mahosot \| | Map of Amphoe       |
| 1. | Mueang Prachin Buri |
| 2. | Kabin Buri          |
| 3. | Na Di               |
| 6. | Ban Sang            |
| 7. | Prachantakham       |
| 8. | Si Maha Phot        |
| 9. | Si Mahosot          |

Còn lại là huyện Sa Kaeo và Wang Nam Yen được tách ra thành tỉnh Sa Kaeo.